# Mây băng
Một đám mây băng là một hạt keo của các hạt băng phân tán trong không khí. Thuật ngữ này đã được dùng để ám chỉ những đám mây của cả nước đá và băng carbon dioxide trên sao Hỏa. Những đám mây như vậy có thể đủ lớn và dày đặc để tạo bóng trên bề mặt Sao Hỏa.
Những đám mây trên Trái Đất có thể bao gồm các hạt băng.